# Jonas Lie (författare)
Jonas Lauritz Idemil Lie, född den 6 november 1833 i Eker (Buskeruds amt) i Norge, död den 5 juli 1908 på Fleskum, nära Fredriksværn, var en norsk författare, far till författarna Mons och Erik Lie, farbror till författaren Bernt Lie.

## Biografi
Lie härstammade på fädernet från en gammal högt ansedd ämbetsmannasläkt med namn efter gården Storlie vid Gulelven på nordsidan av Dovre. Karaktärsfasthet och praktiska intressen var påbrå från fadern, den skicklige juristen Mons Lie; sin poetiska och visionära genialitet hade han ärvt från modern, den rikt begåvade, lärda och originella Pauline Christine Tiller, vars förfäder ursprungligen torde ha varit samer ("finner") eller romer. 
Lies barndom och tidigare ungdomsår tillbringade han till större delen i Tromsø, där fadern 1839 blev byfogde. Här, i själva Nordlands brännpunkt, fick den vetgirige gossen under lekar och pojkstreck på sjöstadens många bryggor och främmande fartyg intryck för livet av den sällsamma naturen och de säregna etnografiska förhållandena i midnattssolens och det långa vintermörkrets land. 
Samtidigt med faderns förflyttning som sorenskriver till Onereim i Søndhordland sändes Lie tretton år gammal till Fredriksværn för att bli sjöofficer, en plan som dock strandade på hans närsynthet. Han genomgick Heltbergs "studentfabrik" och blev 1851 student. Under universitetstiden i Kristiania, där han drogs magnetiskt till mera naiva och positiva unga sturm und drang-genier, som Bjørnstjerne Bjørnson, Ole Bull, Rikard Nordraak, Aasmund Olafsen Vinje med flera, blev han påverkad av nationella strömningar. 
Till detta kom att Henrik Wergelands bildrika poesi slog djupa rötter i hans sinne (tydliga spår därav kan ses såväl i hans första poetiska försök och politiska tidningsartiklar som i hans senare poesi). Efter en tidig förlovning under sommarferierna i Onereim med sin själsbefryndade och talangfulla kusin Thomasine Lie från Kongsvinger (1833–1907), syster till pianisten Erika Lie-Nissen, bedrev Lie de egentliga studierna mera energiskt, blev 1858 juris kandidat och bosatte sig 1859 som overretssagfører i Kongsvinger. 
År 1860 gifte han sig. Den praktiserande unge juristen kastade sig nu in i ett vittomfattande och lönande affärsliv, på samma gång som han gjorde sig bemärkt som journalist och intensivt deltog i ett mångsidigt utvecklande sällskapsliv. Indragen i de allt dristigare timmerspekulationerna i Solørs skogsdistrikt, hade emellertid Lie vid den katastrof, som 1868 ruinerade Østerdalen, ådragit sig flera hundra tusen kronor i skuld. Tappert understödd av sin hustru, beslöt han sig då för att, med hjälp av sin penna, skaffa fram pengar att återbetala allt. Initiativet erinrar om Walter Scotts gigantiska ansträngningar vid en liknande olycka.
Sommaren samma år flyttade Lie med familj till Kristiania. Till en början följde några år av slit och släp för det dagliga brödet. Lie, som redan 1866 utgivit en ganska ljumt mottagen samling Digte, livnärde sig och de sina med att skriva tillfällighetsdikter och genom medarbetarskap i pressen. Julen 1870 utkom tack vare Bjørnsons uppmuntran och påtryckning Den fremsynte eller billeder fra Nordland (Visionären, 1871). Få nordiska böcker har vunnit en så snabb, allmän och välförtjänt seger: det har sagts att den lyste "som en hvit mås i den grå vinterluften".
Romantik och realism sammansmälter här till en gripande bild av nordländsk natur och mysticism. Bokens kvinnliga huvudperson är en av Lies innerligaste och skönaste, en nordisk Beatrice. I den enkla och osökta kärlekshistorien behandlas ärftlighetsproblemet mer än tio år före Ibsens Gengangere. Framgången skaffade Lie 1871 två statens resestipendier, varav det senare för att i Italien utbilda sig till diktare. 
Från Rom hemsände han Fortællinger og skildringer fra Norge (bland vilka märks den djupsinniga och populära "Nordfjordhesten", en motsvarighet till det psykologiska huvudmotivet i Ibsens Peer Gynt, 1872) och Tremasteren Fremtiden (samma år; Tremastaren Framtiden, 1875), varmed butiken och pengarna för första gången införs i norsk litteratur. 
En ny stor succé blev Lodsen og hans hustru (1874; Lotsen och hans hustru, 1875), Liess första sjöroman; här blir, märkligt nog, kvinnans ställning i äktenskapet föremål för litterär behandling redan före Et dukkehjem och problemlitteraturen, men inte i formen av ett diskussionstema. Lie jämställdes samma år som nationaldiktare med Bjørnson och Ibsen genom ett honom av stortinget tilldelat årligt "digter-gage". Kort därefter återvände han till Norge. 
Åren 1875–1878 var dock för honom en period av famlande i olika riktningar: den versifierade dramatiska skildringen Faustina Strozzi (1875), de båda societetsromanerna Thomas Ross (1878; svensk översättning samma år) och Adam Schrader (1879; svensk översättning 1880) samt konstnärsdramat Grabows kat (1880; uppförd i Stockholm samma år). Redan ett par år tidigare hade Lie på nytt lämnat Norge, för att tills vidare slå sig ned i Tyskland. Med sjöromanen Rutland (1880; svensk översättning 1881) hävdade Lie sitt forna berättarrykte. 
Först 1882 skedde genombrottet till full mognad och modernitet i hans diktning. Gaa paa! (samma år, även i svensk översättning), en ny, ännu mer impressionistiskt målande, men mindre helgjuten sjöroman än den föregående, klingar symboliskt. Lie hade detta år begivit sig till Paris, den moderna realismens högkvarter. Där var han sedan med undantag av den regelbundna sommarvistelsen i Berchtesgaden och kortare besök i Skandinavien och Italien bofast till 1906, då han flyttade in i sin villa Elisenfryd vid Fredriksværn. 
I sitt Parishem utövade Lie och hans hustru den mest älskvärda gästfrihet mot en ständig ström av nordbor. Äktenskapet var sällsynt harmoniskt, inte minst genom ett mellan honom och hans maka etablerat litterärt samarbete, jämförligt med det mellan Alphonse Daudet och Julia Daudet. Lie erkände uttryckligen Thomasines andel i författarskapet genom hennes litterära kritik och självständiga uppslag (särskilt i fråga om kvinnogestalterna).
En förvånande rik alstring såg nu dagen. Efter den lilla realistisk-humoristiska novellen Slagter-Tobias (omtryckt i Otte fortællinger, 1885) triumferar Lies konst i en hel rad sociala romaner: Livs-slaven (1883), till ämnet besläktad med Zolas och Kiellands indignationsromaner, men olik dem genom sin egendomliga blandning av humor och patos och Familjen paa Gilje (samma år; illustrerad av E. Werenskiold, 1903; Familjen på Gilje, 1884), var en klassisk person-, miljö- och interiörskildring från 1840-talet, den första i Lies serie av äktenskapstragedier.
Därefter följer En malstrøm (1884), dramatiskt spännande genom sina med fransk brio upprullade scener från Kongsvingerkrisens tid, de två psykologiska mästerverken Kommandørens døtre (1886; Kommendörens döttrar, 1899) och Et samliv (1887), familjemålningar och djupt förstående äktenskapsanalyser med ypperligt individualiserade figurer, Maisa Jons (1888), en impressionistiskt verkningsfull studie över troheten och äktheten i det undangömda, och slutligen Onde magier (1890), som inleder en ny fas i Lies diktning; året förut medförde ett band Digte. 
Under inflytande av djupa personliga erfarenheter och nya litterära strömningar bryter hans ungdoms fantastiskmystiska stämningsliv åter ohämmat fram för att kulminera i Trold (I-II, 1891-1892), Lies kanske främsta snilleverk med en rikedom av fint nyanserade natur- och livsbilder i den friaste och friskaste språkform. Lies följande arbeten var Niobe (1893), Naar sol gaar ned (1895), Dyre Rein (1896), Faste Forland (självbiografiskt intressant, 1899), Naar jernteppet falder (1901), Ulfvungerne (1903) och  Østenfor sol, vestenfor maane og Babylons taarn (1905). 
Härtill kommer några mindre betydande pjäser, varav det bästa anses vara Lindelin (1897), samt Eventyr (postumt, 1909). Dessa många senare verk varierar för det mesta med suverän impressionistisk teknik de mystiska konfliktmotiven ur vardagslivet. Lie var en av de mest lästa och uppskattade nordiska författare på sin tid, bland dem en av de främsta förnyarna av människoskildringens konst: på väg att urarta till en diskussionsklubb, blev skönlitteraturen nu åter en spegel av livet. 
Ernst Apiarie skriver i Nordisk familjebok: "Brytningen mellan två generationer, mellan gammalt och nytt, är ett ofta återkommande tema i hans böcker. Men pietetsfull och samvetsgrann, sade han i tal och skrift sin mening oförskräckt till både höger och vänster. Han målar efter naturen, men är till sin världsåskådning i grunden inte determinist, hur vaken hans blick än är för individens många betingelser. Det är viljans hjältar och hjältinnor han främst förhärligar, män och kvinnor av kärnvirke, och bakom konvenans och doktriner, som han afskyr, söker han uppspåra hjärta och natur, utvecklingsmöjligheter." 
Apiarie fortsätter: "Vanmaktens och viljebundenhetens problem är för Lie det mest centrala. För att komma åt det lodar han gärna det undermedvetna själslivets djup med alla dess sprängämnen; men allmänheten tycktes förbise dem för den julstämning, som hans skildringar så ofta meddelar. L. blef 'hemmens diktare', den hemtreflige berättaren, så välbekant i sin lustiga kalott, där han stilla och lågmält, försonligt leende förtäljer episoder och framställer gestalter ur sagan eller rama verkligheten." 
Lie "flyttade milstolpar i all nordisk roman", har det sagts. Många av den yngre norska diktargenerationen påverkades av honom, och för Gustaf af Geijerstam och Herman Bang var han läromästaren. Han blev ledamot av Vetenskaps- och vitterhetssamhället i Göteborg 1890. Lies Samlede værker utkom 1902–1904 i 15 band; en minnesupplaga i fem band utgavs 1908-1909. Han blev översatt till snart sagt alla kulturspråk. Lies samlade skrifter utgavs på svenska 1908–1911.